# Shizuto Masunaga
Shizuto Masunaga foi um praticante e mestre de Shiatsu japonês, e autor de livros sobre o tema. Foi também a principal autoridade sobre o zen Shiatsu. Nascido em 1925 em Kure, Hiroshima, graduou-se em psicologia na Universidade de Kyoto. Em 1959, formou-se no Colégio Japonês de Shiatsu e passou a ensinar psicologia nessa instituição. Posteriormente, Masunaga resgatou o uso dos meridianos no Shiatsu e em 1968 abriu seu próprio instituto (Iokai). Popularizou seu estilo que hoje é um dos mais utilizados em Shiatsu por todo o globo. É autor do livro "Shiatsu", que foi traduzido no ocidente por seu então discípulo Wataru Ohashi como "Zen Shiatsu". A edição em inglês foi publicada primeiramente na América do Norte e Europa em 1977.